# Sufismul în Uzbekistan
Sufismul constituie un element important al societății din Uzbekistan, o țară cu origine sedentară veche, cu o civilizație urbană remarcabilă, care pare a fi o excepție printre republicile din Asia Centrală. Este cea mai populată dintre țările din zonă, iar cele mai importante centre istorice și culturale ale Turkistanului se află pe teritoriului său, și anume Bukhara, Samarkand, Khiva, Kokand, Tashkent, Urghenci, Namangan și Shahrisabz.
Uzbekistanul este o republică în care islamul ocupă o poziție privilegiată. Numărul moscheelor este de aproximativ 150, ceea ce este un număr impresionant în comparație cu Tadjikistanul, în care există mai putin de 20 de moschei.

## Caracteristici ale misticii islamice în Uzbekistan
Numărul moscheelor din Uzbekistan nu reflectă neapărat un nivel superior al sentimentului religios al cetățenilor săi, în comparație cu cel al populaților turkmene sau kirghize. Cu toate acestea, numărul moscheelor funcționale și al imamilor desemnați de către Consiliul Spiritual din Tashkent, reprezintă un avantaj de care se bucură credincioșii din țară. Ca o consecință a acestui fapt, islamul paralel, reprezentat de maeștrii sufiți și de dervișii călători, nu a avut rolul compensator pe care îl deține în celelalte republici turcice, unde numărul moscheelor funcționale și cel al imamilor este insuficient. În Uzbekistan, moscheea și imam-khatibii sunt centrul real al vieții spirituale și religioase a credincioșilor. Totuși, mazār-ul  și maestrul sufit au continuat să fie componente importante ale societății din această țară.
Oricum, cultul sfinților și al pelerinajelor la mormintele acestora rămâne un element esențial al evlaviei populare, pe care o trăiesc uzbecii. Atacurile violente împotriva venerării mormintelor sfinților este o dovadă a importanței acestor locuri sfinte în Uzbekistan. O altă dovadă este literatura antireligioasă ce are teme legate de cultul sfinților și al pelerinajelor pioase (literatura susținută prudent de către conducătorii islamului oficial). Această realitate a faptelor este întărită de decretul pe care Consiliul Miniștrilor l-a publicat în 1969, în care autoritățile locale au fost invitate să pună capăt acestor pelerinaje la mormintele sfinților.

## Sufismul în istoria modernă a țării
După obținerea independenței, guvernul aflat la conducere a început să vadă islamul oficial ca un mijloc eficient, folosit pentru reanimarea identității naționale și a relegitimării puterii sale. În Uzbekistan, au avut loc schimbări importante în perioada post-sovietică în domeniul social-religios. Relația dintre guvern și islamul oficial a căpătat o altă dimensiune, iar dovada acestor schimbări o constituie referirile făcute de Islam Karimov, fostul secretar al Partidului Comunist Uzbec, în timpul discursului de instituire în funcția de președinte al statului Uzbekistan, moment în care acesta a ținut un Coran în mână.
În 1992, Consiliul Islamic din Uzbekistan și-a asumat aceleași funcții pe care le deținea în timpul Uniunii Sovietice, însă unii musulmani din țară și-au format propriile moschei în afara sferei de influență a guvernului și și-au ales proprii imami. Guvernul Karimov a catalogat aceste acțiuni ca fiind amenințătoare. Ca rezultat al acestor evenimente, guvernul Karimov a luat unele măsuri represive, începând cu eliminarea Partidului Renașterii Islamice în 1992, iar mai apoi printr-o campanie viguroasă împotriva islamului paralel. Evenimentele au ajuns la apogeu în momentul în care guvernul a ordonat arestarea musulmanilor independenți, închiderea bărbaților cu barbă, precum și harțuirea femeilor care purtau voal.

## Ordine sufite
În Uzbekistan, sufismul este reprezentat de mai multe ordine cu o tradiție îndelungată în ceea ce înseamnă mistica islamică. Unul dintre cele mai importante dintre acestea este ordinul Naqshabandiyya-Khafiyya sau Naqshabandiyya-Jahriyya. Acest ordin reprezintă elita sufită din Uzbekistan, având o influență importantă asupra unui întreg district și anume, Ferghana, dar și asupra multor zone din Asia Centrală și a unor regiuni din Rusia.
După spusele celor mai importanți sheikhi în viață, continuitatea ordinului Naqshabandiyya în zonă s-a realizat datorită eforturilor remarcabile ale unor maeștrii sufiți din Tadjikistan, cum ar fi Abdulvahid (d.1970), Muhammad Sharif (d.1994) și Ishon Abdurrahmanjan. Aceștea sunt considerați ultimii maeștrii sufiți de rang înalt ce au influențat existența ordinului în zonă. Aceștea au reușit să ajute la continuitatea sufismului, chiar și în timpul Uniunii Sovietice. Sufismul nu poate fi ignorat în politica uzbecă, deoarece acesta nu deține doar o componentă religioasă, fiind  de asemenea, un mijloc prin care Uzbekistanul își întărește relațiile cu vecinii săi și  își reafirmă identitatea.
Ordinul Naqshabandiyya-Husayniyya din Uzbekistan este condus de către maestrul sufit Ibrahim Kokand, care este responsabil de a răspândi principiile și ritualurile de tariqa. Este important de spus că maeștrii și sfinții ordinului Naqshabandiyya sunt respectați deoarece acestea sunt îndrumătorii acestei căi, precum și niște buni imitatori ai profetului Muhammad, însă, acestea nu reprezintă motivul principal al pelerinajelor pioase.
Un alt ordin important în Uzbekistan este Naqshabandiyya-Khalidiyya, care își are originea în centrul Anatoliei, însă are o influență importantă pe tot teritoriul Turciei. Ordinul a ajuns în Uzbekistan după 1992, prin intermediul studenților uzbeci, care fuseseră plecați în Turcia la studii. Ordinul este prezent în acest moment în Ferghana, Tashkent și în Bukhara. Silsila și ritualurile acestui ordin intră uneori în contradictoriu cu ordinul Naqshabandiyya-Husayniyya, care a pierdut o mare parte a supremației pe care o deținea în țară.

## Lăcașuri sfinte
Nu există o listă completă a lăcașurilor sfinte din Uzbekistan, însă cele mai importante dintre acestea sunt: 
- Mazār-ul mitic al lui Ali (cel de-al patrulea calif), care se află la în orașul Shahimardan (astăzi Hamzaamad) din districtul Ferghana. Acest lăcaș sfânt a fost serios avariat în februarie 1919, în timpul luptelor împotriva bashmachisilor, însă a fost reparat în 1924.

- Mazār-ul lui Baha-ud-Din Naqshband (fondatorul ordinului Naqshabandiyya), care se află în orașul Bukhara.

- Mausoleul lui Qusam ibn Abbas din Samarkand.

- Mazār-ul lui Palvan Pir din Khiva, care a fost activ până în anul 1959, când a fost preluat de către Departamentul de Monumente Istorice și transformat în “Muzeul Revoluției”. Pelerinii care au continuat să-l viziteze, erau nevoiți să asiste la discursuri antireligioase, ținute în acest loc.

- Mazār-ul lui Khojami Kabri din valea Ferghana, un lăcaș sfânt care a fost transformat în 1963 într-un muzeu, devenind de atunci, unul dintre cele mai importante centre de propagandă de tip anti-islam din Asia Centrală.[6]